# Bom Jesus da Lapa
Bom Jesus da Lapa – miasto i gmina w Brazylii, w stanie Bahia. Znajduje się w mezoregionie Vale São-Franciscano da Bahia i mikroregionie Bom Jesus da Lapa.